# Le Grand Fleuve

Le Grand Fleuve est une série de bande dessinée publiée aux éditions Dupuis entre 1990 et 1995. Elle sera rééditée dans un nouveau format et avec de nouvelles couleurs en 2015-2017 par les éditions Paquet.
- Scénario : Serge Aillery
- Dessin : Jean-Luc Hiettre
- Couleurs : Dany Delboy (Dupuis) - Jocelyne Charrance (Paquet) - Patrick Larme (Paquet)

## Albums
- Tome 1 : Jean Tambour (1990) - réédition en 2015
- Tome 2 : Vent de Mar (1990) - réédition en 2016
- Tome 3 : L'île aux canes (1992) - réédition en 2017
- Tome 4 : Hussards en galerne (1995) - réédition en 2017
- Tome 5 : L'été de la St Martin (2018)

## Publication

### Éditeurs
- Dupuis : Tomes 1 à 4.
- Editions Paquet : Tomes 1 à 5.